# Tillandsia exserta
Tillandsia exserta là một loài thuộc chi Tillandsia. Đây là loài đặc hữu của México.

## Giống
- Tillandsia 'Boreen'
- Tillandsia 'Brooyar'
- Tillandsia 'Cootharaba'
- Tillandsia 'Heather's Blush'